# Zwangerschapsdiabetes
Zwangerschapsdiabetes of diabetes gravidarum is een aandoening waarbij zich tijdens de zwangerschap een hoge bloedsuikerspiegel ontwikkelt bij vrouwen die voor die tijd geen diabetes mellitus hadden. Het komt voor bij circa 6% van de zwangerschappen. Deze vorm van diabetes is een gevolg van de hormonale veranderingen die een zwangerschap teweegbrengt. Het lichaam wordt relatief ongevoelig voor insuline, waardoor het glucosegehalte kan stijgen. Indien deze stijging te ver doorschiet, spreekt men van zwangerschapsdiabetes. In enkele dagen na de bevalling herstelt het bloedsuikergehalte zich. Bij circa 6% van de patiënten persisteert de diabetes echter. Het kan dan gaan om diabetes mellitus type II, die bij toeval is ontstaan tijdens de zwangerschap. (Uiteraard is diabetes mellitus type I ook mogelijk, maar minder waarschijnlijk. Dit ontstaat meestal op jongere leeftijd.)

## Diagnosestelling
De diagnose zwangerschapsdiabetes wordt gesteld met behulp van een orale glucosetolerantietest (OGTT) of door middel van herhaalde glucose-bloedtesten. 
In Nederland wordt vooral gebruik gemaakt van de 75-gram OGTT, waarbij de zwangere vrouw een siroop krijgt met 75 gram suiker (glucose). Voor dit drankje  en 2 uur na de inname van dit drankje wordt de bloedsuikerspiegel geprikt. De afkapwaarden van deze test variëren nog wel eens per gebied, maar over het algemeen wordt vastgehouden aan nuchter <6.1 mmol/L en na 2 uur <7.8 mmol/L.  Als een van de glucosewaardes te hoog is, dan is er sprake van zwangerschapsdiabetes. 
Overigens heeft de World Health Organisation in 2013 aangeraden om de afkapwaarden aan te passen, met een striktere nuchter glucose (<5.1), maar een liberale 2-uurs waarde (<8.6). Er loopt momenteel onderzoek naar welke afkapwaarde het meest relevant is.

## Complicaties
De meest belangrijke complicatie van zwangerschapsdiabetes is macrosomie van de foetus. Dit houdt in dat de foetus een stuk groter is dan normaal. Dit kan leiden tot problemen tijdens de bevalling. Het kind gaat door zijn grootte minder goed door het baringskanaal en kan daarbij letsel oplopen, zoals zenuwletsel of botbreuken. Ook kan sprake zijn van een niet vorderende uitdrijving van de baby, waarbij men overgaat op een kunstverlossing in het ziekenhuis. Indien door middel van echo-onderzoek bekend is dat het om een groot kind gaat, kan men besluiten de zwangerschap eerder in te leiden of vooraf besluiten een keizersnee te doen.
Een andere belangrijke complicatie is het ontstaan van hypoglykemie vlak na de geboorte. Doordat het kind gewend is aan een hoge glucosespiegel via de moeder, en dit na de geboorte ineens wegvalt, maar de insulineproductie van het kind nog steeds hoog is, kan deze complicatie optreden. Baby's van moeders met diabetes worden opgenomen in het ziekenhuis en krijgen zo nodig glucose per infuus voor een korte periode.

## Screening
Het is met het oog op mogelijke complicaties van belang vrouwen met zwangerschapsdiabetes tijdig op te sporen en te behandelen, zodat de glucosewaarden dalen en macrosomie vermeden kan worden. Over de zin of onzin van het screenen van alle zwangeren is discussie. Er zijn meerdere mogelijkheden voor screening. Men kan bijvoorbeeld de 'random' glucosewaarde bepalen, de nuchtere glucosewaarde bepalen, de HbA1C meten, of de glucose in urine meten. Veel van deze testen zijn niet optimaal, er wordt wel nader onderzoek naar gedaan. Behalve discussie over de screeningstest is ook verschil in opvattingen over algemene screening dan wel selectieve screening, dus alleen vrouwen met risicofactoren.
Momenteel is in Nederland gekozen voor het laatste. Bij zwangere vrouwen met minimaal een van de onderstaande risicofactoren wordt een OGTT verricht rond de 24 weken: 
- Zuid Oost-Aziatische, Hindoestaanse, Afro-Caribische, Midden-Oosterse, Marokkaanse en Egyptische etniciteit
- BMI >30 bij intake
- eerder kind met macrosomie (gedefinieerd als geboortegewicht van >4500 gram of zwaarder dan 95% van de andere baby's, ook wel >P95)
- intra-uteriene vruchtdood (onverklaard) in verleden
- eerstegraads familielid met diabetes type 2
- polycysteus-ovariumsyndroom (PCOS)

Als zwangeren in een vorige zwangerschap diabetes gravidarum hebben gehad wordt geadviseerd om al vanaf 14 weken een OGTT te verrichten. 

## Behandeling
Meestal is het voorschrijven van een dieet in combinatie met lichaamsoefeningen voldoende. Soms is behandeling met insuline noodzakelijk. Orale bloedglucoseverlagende middelen worden over het algemeen niet gegeven, omdat deze de placenta kunnen passeren. Het effect van deze middelen op de foetus is niet voldoende onderzocht.

## Na de zwangerschap
Van de moeders met zwangerschapsdiabetes krijgt 50% op oudere leeftijd diabetes type 2 (in de volksmond ook wel ouderdomsdiabetes genoemd, maar deze vorm kan ook op jongere leeftijd voorkomen, vaak bij mensen met overgewicht). Daarom wordt aan iedere vrouw met zwangerschapsdiabetes na de bevalling geadviseerd om voldoende te bewegen en overgewicht te voorkomen, om zo de kans op het ontstaan van diabetes mellitus type II te verminderen. Verder wordt vaak jaarlijks de bloedsuikerspiegel gecontroleerd om eventuele  diabetes type 2 vroeg op te sporen en te behandelen.